# Body to Body
Body to Body è il dodicesimo album in studio del gruppo musicale tedesco Blue System, pubblicato nel 1996.

## Tracce
1. Body to Body – 3:27
2. Only with You – 3:25
3. For the Children – 3:58
4. It's for You – 3:22
5. Dam, Dam – 4:13
6. Can This Be Love – 4:13
7. On and On – 3:22
8. Freedom – 3:28
9. Deeper Deeper – 3:22
10. Oh, I Miss You So – 3:35
11. Thank God It's Friday Night – 3:17
12. If I Can't Have Your Love (bonus track feat. Children United) – 3:58